# آبمیوه‌گیری

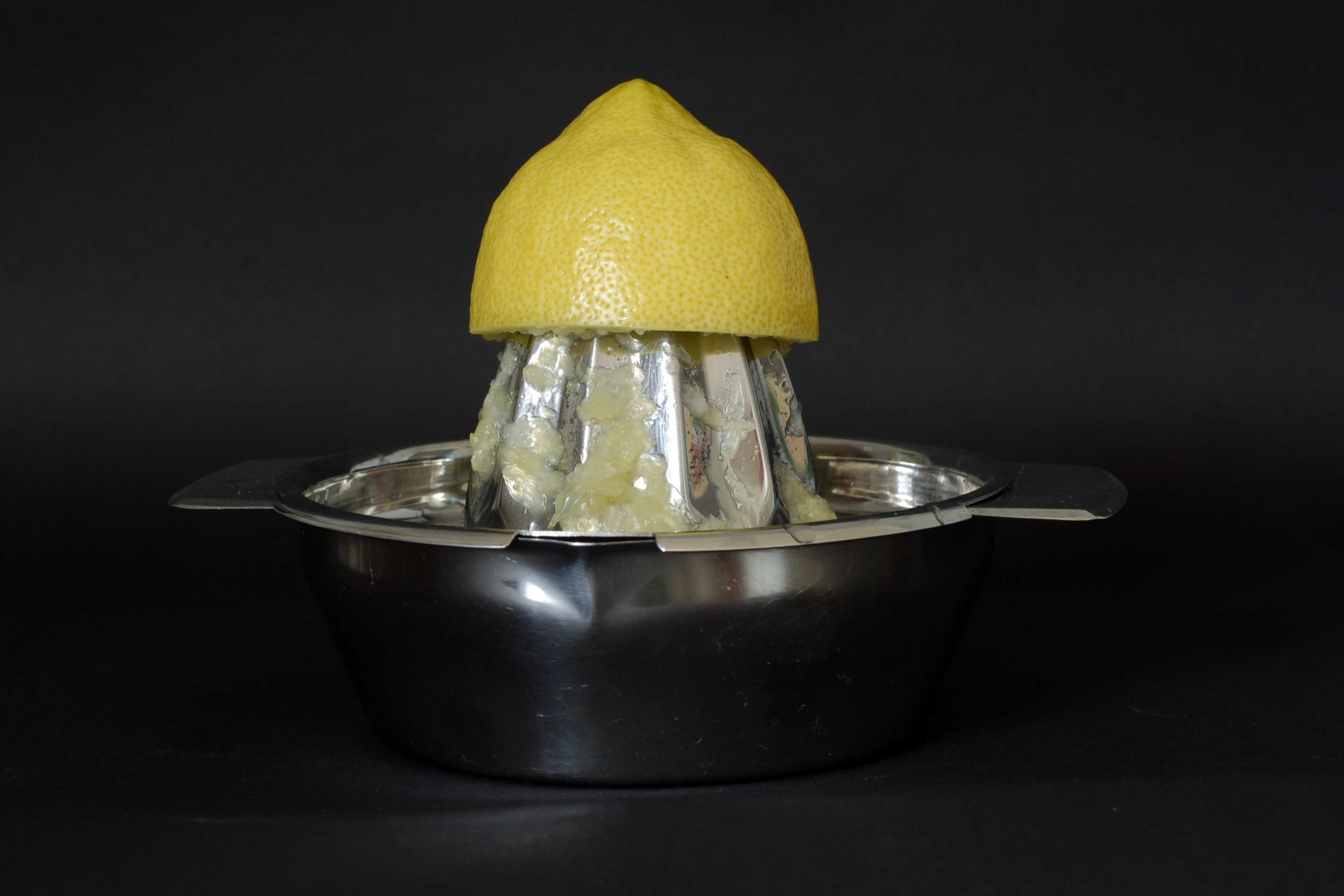
یک دستگاه آبمیوه‌گیری دستی که برای جداکردن آبمیوه از تفالهٔ میوه استفاده می‌شود.

آبمیوه‌گیری نام وسیله‌ای است که برای گرفتن آبمیوه از میوه ها استفاده می‌شود. دستگاه آبمیوه‌گیری ممکن است برقی یا دستی باشد.

## آبمیوه‌گیری برقی

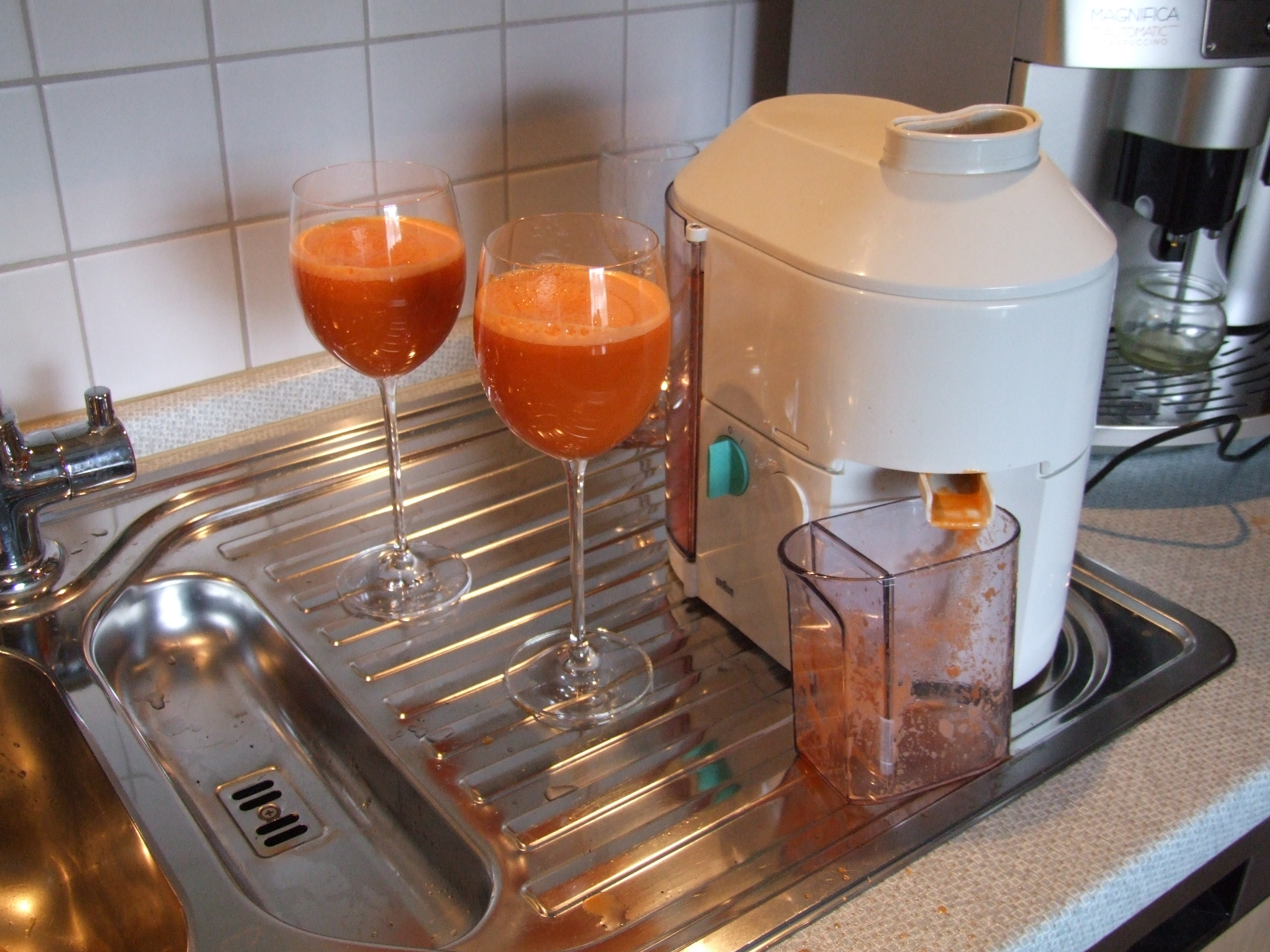
یک دستگاه آبمیوه‌گیری برقی که از نیروی گریز از مرکز برای گرفتن آب میوه بهره می‌برد

### قطعات آب میوه‌گیری برقی
اهرم فشارنده، درپوش یا مخزن، صافی یا توری، ظرف یا مخزن، در پوش دهانه، کلاهک صفحه برنده، صفحه برنده، کلاهک لاستیکی، محفظه موتور، گیره B و A، صفحه کلید، کلید، دیود، زغال کربنی خازن، پیچ موتور پایینی، سیم رابط، صفحه پایینی دستگاه، صفحه مشخصات، برس تمیز‌کننده، ظرف شیشه‌ای یا بلوری، تیغه برنده، حلقه بالا رونده، متصل‌کننده بالایی، پیچ و مهره و واشر.

### نکات ایمنی آب میوه‌گیری برقی
- پیش از وصل کردن دوشاخه به پریز مطمئن شوید که کلید دستگاه قطع است.
- محفظه موتور را هرگز داخل آب نکنید.
- پیش از استفاده از آب میوه‌گیری دوشاخه و سیم رابط آن را چک کنید.
- آب میوه‌گیری را روی مکان صاف بگذارید.
- پیش از توقف کامل ماشین دستگاه را باز نکنید.
- هرگز موقع کار دستگاه، انگشت، قاشق، چنگال و غیره داخل محفظه آب میوه‌گیری نکنید.
- اتصال به زمین